# 田原睦夫
田原 睦夫（たはら むつお、1943年4月23日 - 2016年2月19日）は、弁護士、元最高裁判所判事（2006年11月1日 - 2013年4月22日）。京都府京都市伏見区出身。

## 略歴
- 同志社高等学校を経て、1967年京都大学法学部卒業
- 1967年 司法修習生（修習第21期、京都修習）
- 1969年 弁護士登録（大阪弁護士会）。道工隆三弁護士の事務所に入所[2]。
- 1976年 日本弁護士連合会公害対策委員会委員
- 1983年 日本弁護士連合会公害対策委員会副委員長
- 1989年 日本弁護士連合会司法制度調査会委員
- 1991年 法制審議会民事訴訟法部会幹事
- 1995年 最高裁判所民事規則制定諮問委員会幹事
- 1996年 法制審議会倒産法部会委員
- 1998年 京都大学大学院法学研究科客員教授・日本民事訴訟法学会理事
- 2001年 最高裁判所民事規則制定諮問委員会委員
- 2005年 日本弁護士連合会司法制度調査会副委員長・日本弁護士連合会倒産法制検討委員会委員
- 2006年11月1日 最高裁判所判事（第三小法廷所属）
- 2009年8月30日 第45回総選挙と同時に行われた第21回最高裁判所裁判官国民審査の投票の結果、罷免を可としない（無印）が62,575,038票、罷免を可とする（×印）が4,364,116票となり、信任された。
- 2013年4月22日 最高裁判所判事を定年退官。後任は同じく弁護士出身の木内道祥（同年4月25日任命）[3]。
- 2014年11月3日 旭日大綬章を受章
- 2016年2月19日　死去。叙正三位[4]。

## 人物
- 実家は開業医で、5男2女の末子。田原の兄弟及び配偶者のほとんどが医師であった[5]。
- 京都大学法学部では民法の林良平ゼミに所属した[5]。
- 田原は倒産法分野の業績が多いが、1969年の弁護士登録から1988年まで国選事件を引き受けており、合計で200件ほど担当した[6]。
- 最高裁判事時代、多くの最高裁判事は最高裁判所調査官の報告書を最初に読んで記録検討を始めるところ、田原は、可及的に第1審・第2審の判決を読み、上告理由書・上告受理申立理由書を確認した後に調査官の報告書を読むように努めていた[7]。

## 弁護士時代に係った事件
主に倒産法関係で著名。伊方原発事件原告代理人。
- 被疑者取調中に弁護人から接見の申出を受けた警察官が、接見の日時等の指定権限を内部的に制限されているため、右弁護人に対し権限を有する捜査本部の捜査主任官の指定を受けるよう求め、かつ、右申出を捜査本部に伝達したなど、判示の事情があるときには、右警察官が捜査主任官の指定のないことを理由に接見を拒んでも、国家賠償法一条一項にいう違法な行為に当たらないとされた事件における被告（大阪府）代理人、昭和53年7月10日第一小法廷判決・民集32巻5号820頁

## 最高裁判所判事時代における判決の対応

### 大法廷判決に対する対応
- 平成17年9月11日において行われた衆議院総選挙の小選挙区の区割規定が憲法14条1項等に反していたか。意見（合憲）
- 衆議院議員小選挙区選出議員選挙について候補者届出政党と無所属候補者に対する選挙運動の差異を設けることは憲法14条1項等に反するか。反対意見（違憲）
- 国籍法3条1項は憲法14条に違反するか。多数意見（違憲・補足意見有）

### 小法廷事件
- 公立小学校の音楽専科教諭に「君が代」伴奏を命ずることが憲法19条で定める思想良心の自由に反するか -- 多数意見（合憲）
- 弁護士法58条1項に基づく懲戒請求が事実上または法律上の根拠を欠く場合の不法行為責任 -- 意見（虚偽の事由に基づく懲戒請求は刑法172条の虚偽告訴罪に該当する旨の主張）
- 金融機関が民事訴訟において訴外第三者として開示義務を負う場合、金融機関の顧客が知り得る顧客情報が民訴法197条1項3号にいう職業の秘密として保護されるか否か -- 補足意見（顧客情報の分類、職業の秘密該当性の判断、守秘義務の及ぶ範囲）
- いわゆるフルペイアウト方式によるファイナンス・リース契約中の，ユーザーについて民事再生手続開始の申立てがあったことを契約の解除事由とする旨の特約の効力（無効） -- 補足意見（いわゆるフルペイアウト方式によるファイナンス・リース契約の意義，いわゆる倒産申立て解除条項と弁済禁止の保全処分との関係）
- 継続的な金銭消費貸借取引が過払金充当合意を含む場合における、過払金返還請求権の消滅時効の起算点（当該取引の終了時） -- 反対意見（過払金の発生時）
- 平成21年（2009年）4月14日、第三小法廷の裁判長として防衛医大教授痴漢冤罪事件（主任弁護人 秋山賢三）では防衛医大教授に逆転無罪判決を下した。物証が無いなかで、一審・東京地裁、二審東京高裁では懲役1年10ヶ月の実刑とした判決を破棄して、5人中3人の多数意見で最終的に無罪判決を言い渡した。 -- 反対意見（田原裁判長と堀籠幸男裁判官の2人は「女子高生の供述には信用性がある」）
- 2011年1月18日、まねきTV差し止め訴訟にて、一・二審の適法判決を破棄し、著作権法違反とする逆転判決(第三小法廷)。
- 2011年4月25日、ライブドア事件でライブドア元社長の堀江貴文の上告を棄却した[8]。
- 2011年6月14日、国歌起立斉唱拒否事件（最三判平成23(2011）年6月14日）で、公立学校の校長が起立斉唱すべき旨を命ずる職務命令につき、法定意見が憲法19条に反しないとしたことに対し、審理不尽であるから原審に差し戻すべきとの反対意見を示す[9]。
- 2011年10月31日、福岡海の中道大橋飲酒運転事故で5人中4人が危険運転致死傷罪の成立を認めた中で、「成立しない」という反対意見を示す[10]。
- 2011年12月12日、一級建築士らと起こした耐震強度偽装事件で、詐欺罪に問われた不動産会社元社長の上告を棄却した[11]。